# Pandanus luzonensis
Pandanus luzonensis är en enhjärtbladig växtart som beskrevs av Elmer Drew Merrill. Pandanus luzonensis ingår i släktet Pandanus och familjen Pandanaceae. Inga underarter finns listade.